# Klettwitz
Klettwitz (sorbisch: Klěśišća) ist ein Ort im südbrandenburgischen Landkreis Oberspreewald-Lausitz und Teil der Gemeinde Schipkau. Es liegt westlich der Stadt Senftenberg in der Niederlausitz. Klettwitz wurde im Zuge des Braunkohleabbaus teilweise devastiert.

## Geschichte

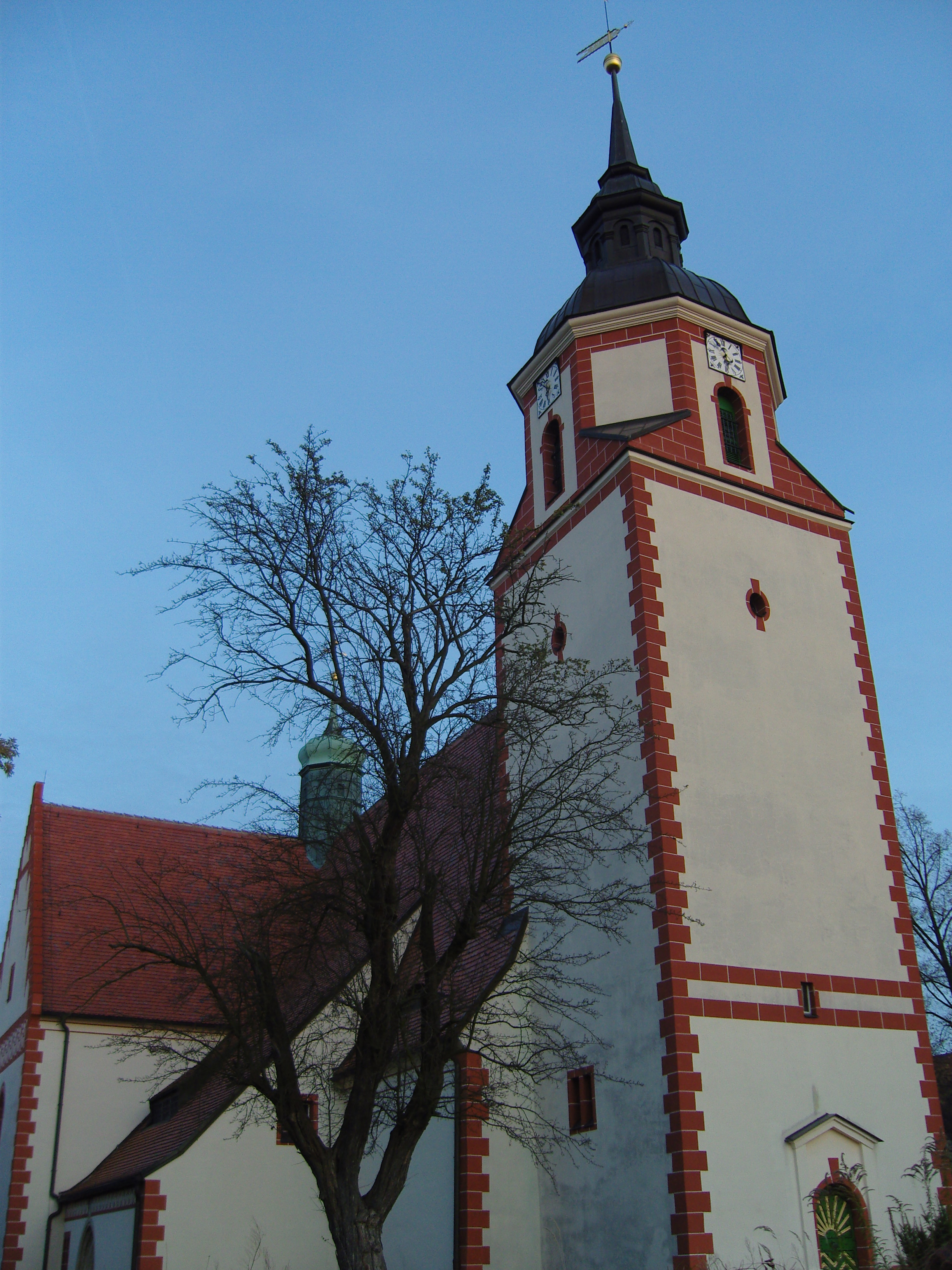
Dorfkirche

Funde weisen auf eine Besiedlung bereits während der Bronzezeit hin.
Im Jahr 1370 wurde Klettwitz erstmals als „Cleticz“ erwähnt. Der Ortsname geht vermutlich auf das sorbische Wort „skład“ zurück und bedeutet „Ort, in dem es Vorratskammern gibt“. Klettwitz gehörte zum sächsischen Amt Senftenberg, für die Bewohner bestand Mahlzwang an der Amtsmühle des Amtes in Senftenberg. Im Zuge der Reformation wurde Klettwitz im Jahr 1540 eigenständige evangelische Parochie. Zur Parochie zählen die Nachbargemeinden Särchen (heute Annahütte), Meuro, Drochow, Kostebrau und zeitweise auch Saalhausen.
Das Königlich Preußische Oberbergamt Halle genehmigte 1867 den Betrieb der Braunkohlengrube Felix. In den Folgejahren kamen weitere Kohlegruben hinzu. In den 1890er Jahren entstanden die Brikettfabriken Felix, Wilhelminensglück und Klettwitzer Montanwerke. Im Zuge der Industrialisierung entstanden Siedlungen wie Wilhelminensglück und eine fast städtische Infrastruktur. Durch den Knappschaftsverein wurde im Jahre 1899 der Grundstein zum Bau des Bergmannskrankenhauses Klettwitz gelegt, das heute Teil des Klinikums Niederlausitz ist. Im selben Jahr schuf Franz Skarbina sein Ölgemälde „Braunkohlenwerk (Clettwitz)“. Diese ältere Schreibweise war bis ins 20. Jahrhundert hinein gebräuchlich.
Im Jahr 1949 wurde der Tagebau Klettwitz erschlossen. Der Tagebau arbeitete bis 1991, fast 5200 Hektar Land wurden überbaggert und 362 Mio. Tonnen Braunkohle gefördert. Ein Teil der Ortslage von Klettwitz wurde ab den Jahren 1963/1964 dabei devastiert. 1200 Einwohner wurden umgesiedelt, davon 200 innerhalb des Ortes.
Zu Beginn der 1960er Jahre kam es zur Zwangskollektivierung der einzelnen Bauerngehöfte und die LPG „Pößnitztal“ wurde gebildet. Diese arbeitete bis zum Jahr 1987.
Im Jahr 1984 beschloss der Rat des Bezirkes Cottbus, den Ort Klettwitz komplett durch den neuen Tagebau Klettwitz-Nord bis zum Jahre 2004 abzubaggern. Infolgedessen kam es zum Verfall des Ortes, verbunden mit einem Bevölkerungsrückgang. Nach der politischen Wende im Jahr 1989 wurden die Pläne zur endgültigen Devastierung des Ortes aufgehoben. Der Tagebau Klettwitz-Nord wurde von 1988 bis 1992 betrieben. Das verbliebene Restloch wird derzeit in den Bergheider See umgewandelt, dessen Flutung im Mai 2014 abgeschlossen wurde. Hier befindet sich seit dem Jahr 2002 die ehemalige Abraumförderbrücke F60, die als Besucherbergwerk zugänglich ist.
Zum Ortsteil Klettwitz zählt heute auch ein Teil des Wohnparks Barranmühle, der in Zusammenarbeit mit dem Nachbarort Meuro entstand.
Zum 31. Dezember 2001 schloss sich Klettwitz mit den Orten Annahütte, Meuro, Schipkau, Drochow und Hörlitz zur Amtsgemeinde Schipkau zusammen.

## Einwohnerentwicklung
Zu Klettwitz gehören die Wohnplätze Staudemühle, Treuhandsiedlung und Wilhelminensglück.
| Einwohnerentwicklung in Klettwitz von 1875 bis 2000 | Einwohnerentwicklung in Klettwitz von 1875 bis 2000 | Einwohnerentwicklung in Klettwitz von 1875 bis 2000 | Einwohnerentwicklung in Klettwitz von 1875 bis 2000 | Einwohnerentwicklung in Klettwitz von 1875 bis 2000 | Einwohnerentwicklung in Klettwitz von 1875 bis 2000 | Einwohnerentwicklung in Klettwitz von 1875 bis 2000 | Einwohnerentwicklung in Klettwitz von 1875 bis 2000 | Einwohnerentwicklung in Klettwitz von 1875 bis 2000 | Einwohnerentwicklung in Klettwitz von 1875 bis 2000 | Einwohnerentwicklung in Klettwitz von 1875 bis 2000 | Einwohnerentwicklung in Klettwitz von 1875 bis 2000 |
| Jahr                                                | Einwohner                                           | Jahr                                                | Einwohner                                           | Jahr                                                | Einwohner                                           | Jahr                                                | Einwohner                                           | Jahr                                                | Einwohner                                           | Jahr                                                | Einwohner                                           |
| --------------------------------------------------- | --------------------------------------------------- | --------------------------------------------------- | --------------------------------------------------- | --------------------------------------------------- | --------------------------------------------------- | --------------------------------------------------- | --------------------------------------------------- | --------------------------------------------------- | --------------------------------------------------- | --------------------------------------------------- | --------------------------------------------------- |
| 1875                                                | 709                                                 | 1890                                                | 1224                                                | 1910                                                | 3544                                                | 1925                                                | 3163                                                | 1933                                                | 3220                                                | 1939                                                | 3269                                                |
| 1946                                                | 3441                                                | 1950                                                | 3520                                                | 1964                                                | 2718                                                | 1971                                                | 1769                                                | 1981                                                | 1377                                                | 1985                                                | 1348                                                |
| 1989                                                | 1205                                                | 1990                                                | 1185                                                | 1991                                                | 1117                                                | 1992                                                | 1063                                                | 1993                                                | 1042                                                | 1994                                                | 1176                                                |
| 1995                                                | 1252                                                | 1996                                                | 1282                                                | 1997                                                | 1332                                                | 1998                                                | 1368                                                | 1999                                                | 1338                                                | 2000                                                | 1342                                                |

## Sehenswürdigkeiten

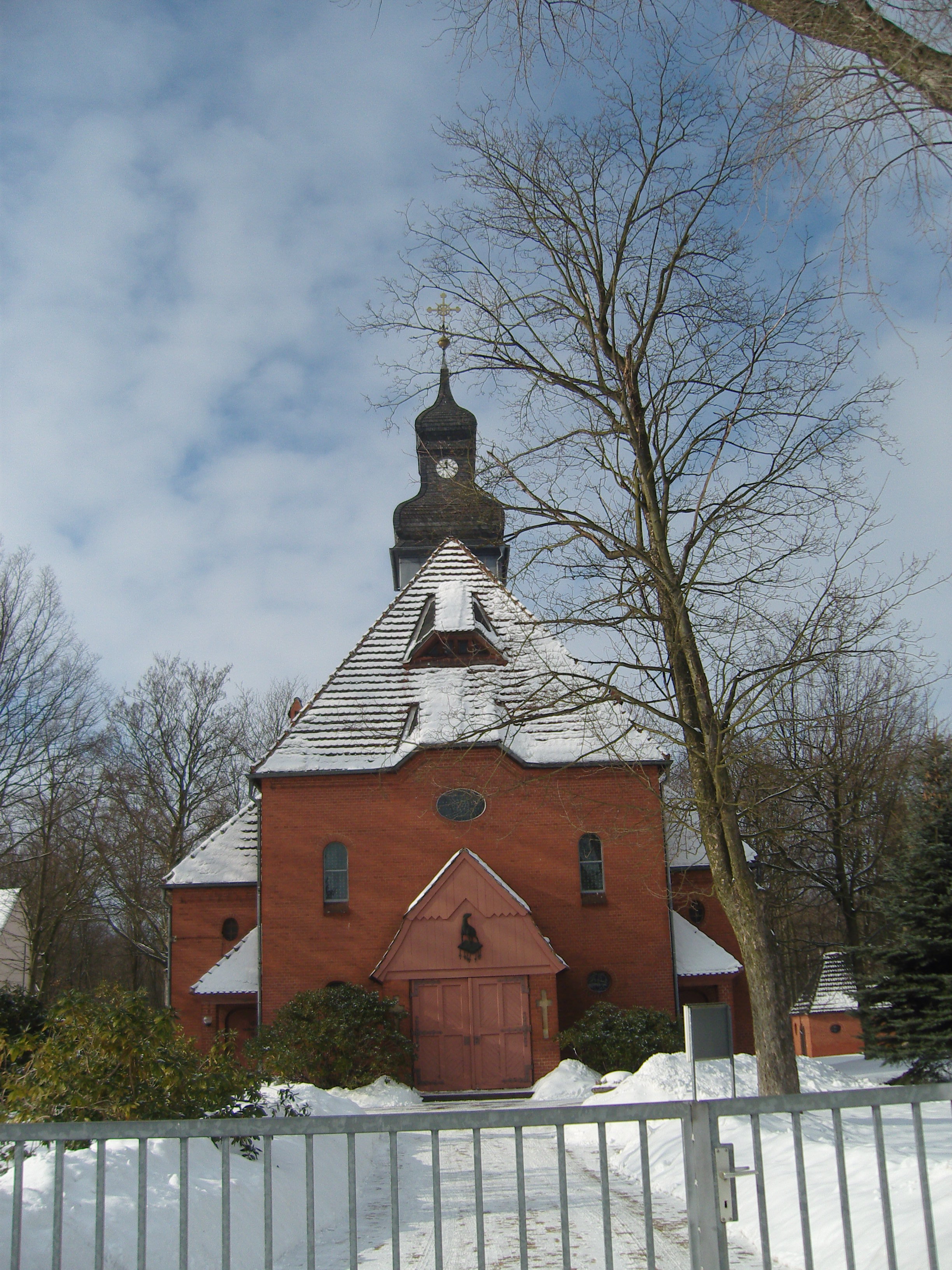
Herz-Jesu-Kirche

Ältester Bau ist die Vorhalle der heutigen evangelischen Kirche, die bereits zum Zeitpunkt der Ersterwähnung des Ortes bestand, darauf weisen Fundamentfunde im Umfeld der Kirche hin. Zur Zeit der Reformation wurde die Kirche als einschiffiger Bau mit Glockenturm errichtet wurde, das Langhaus existiert heute noch. Im Jahre 1774 erfolgte eine barocke Umgestaltung der Kirche. Der Turm wurde auf die heutige Höhe von 40 Metern ausgebaut. Vor der Kirche befindet sich ein Denkmal für die Gefallenen des Ersten Weltkriegs. Ein Denkmal für die Gefallenen des Deutsch-Französischen Kriegs befindet sich am Dorfplatz.
In der Ortslage Wilhelminensglück befindet sich die katholische Herz-Jesu-Kirche. Beide Kirchen gehören zu den Baudenkmalen in der Gemeinde Schipkau.
Seit 2001 gibt es einen rekonstruierten Entwässerungsschacht aus Bergbauzeiten, der besichtigt werden kann.
In unmittelbarer Nähe befindet sich seit dem 20. August 2000 die Rennstrecke „Lausitzring“. Baubeginn hierfür war im Juni 1998. Davor befand sich die Moto-Cross-Strecke Sonnenhäusel an diesem Standort.

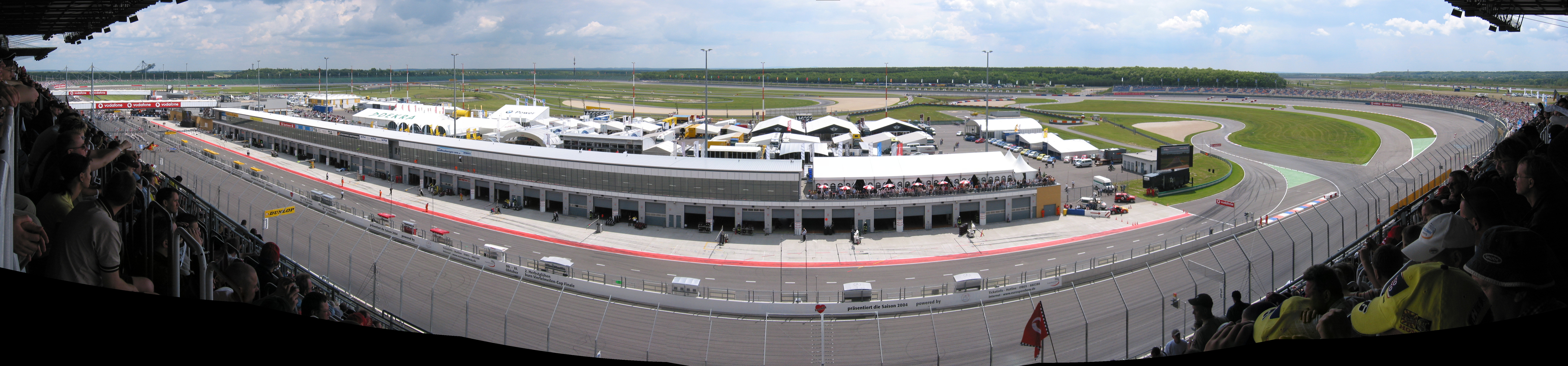
„EuroSpeedway Lausitz“

Auf dem Friedhof gibt es einen Gedenkstein aus dem Jahr 1966 für 53 polnische, sowjetische und italienische Zwangsarbeiter, die beim Einsatz in rüstungswichtigen Firmen des Ortes und der Umgebung ums Leben kamen. Des Weiteren gibt es auf dem Friedhof einen Gedenkstein für die italienischen Zwangsarbeiter, den die Republik Italien errichten ließ.

## Infrastruktur

### Wirtschaft

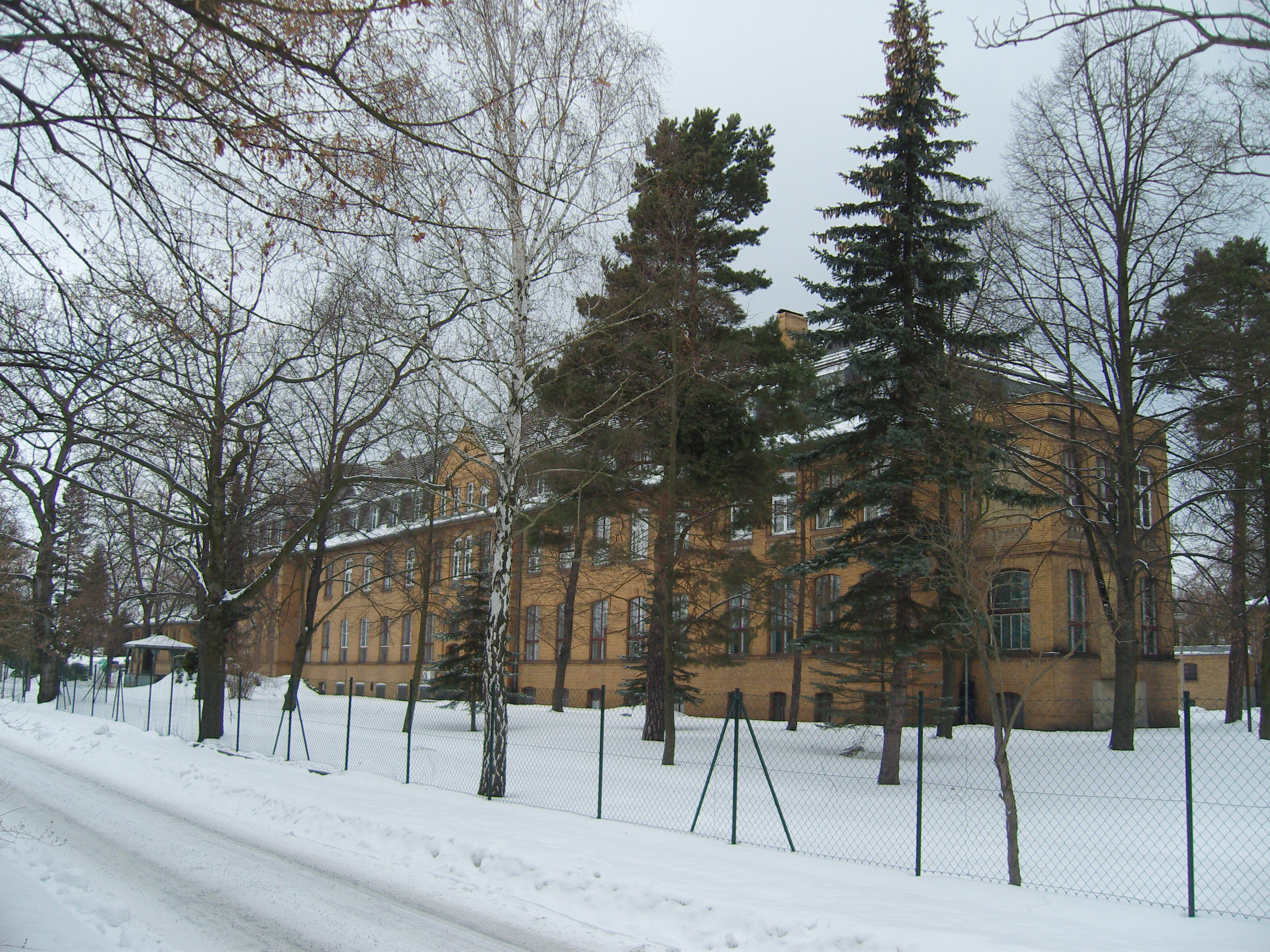
Krankenhaus

In Klettwitz befindet sich der FamilienCampus LAUSITZ. Dies ist eine 100%ige Tochtergesellschaft des Klinikum Niederlausitz GmbH.
Auf der Gemarkung Klettwitz entstand von 1998 bis November 1999 der Windpark Klettwitz. Im Windpark Klettwitz-Nord erzeugen 38 Windenergieanlagen Strom für über 30.000 Haushalte.
Die Solarpark-Abschnitte Klettwitz Nord mit 90 MW und Klettwitz Süd mit 80 Megawatt wurden 2022 als Teil der Energieparks in Schipkau errichtet, sie liegen überwiegend zwischen den Windkraftanlagen.
In Klettwitz befindet sich das DEKRA Technology Center und Teile des Klinikum Niederlausitz, das hier eine Schwesternschule betreibt.

### Verkehr
Südlich von Klettwitz führt die Landesstraße L 551 zur Anschlussstelle Klettwitz der Autobahn A 13 Berlin–Dresden, die östlich des Ortes verläuft. Wegen des Tagebaus musste die Straße nach Kostebrau verlegt werden.
Auf der Bahnstrecke Finsterwalde–Schipkau mit dem Stationen Klettwitz und Klettwitz Krankenhaus wurde der Personenverkehr 1966 eingestellt.

## Persönlichkeiten
- Gottlob Schumann (1860–1929), Generaldirektor der Ilse Bergbau, wurde in Klettwitz geboren.
- Robert Harnau (1908–1977), Politiker (SPD/SED) und Widerstandskämpfer gegen den Nationalsozialismus, wurde in Klettwitz geboren.
- Gerd König (1930–2009), Politiker (SED) und Diplomat, wurde in Klettwitz geboren.
- Herbert Richter (1933–2018), Chemiker, wurde in Klettwitz geboren.
- Heinz Klevenow (1940–2021), Schauspieler und Theaterintendant, lebt in Klettwitz.
- Tilman Koops (* 1943), Archivar und Historiker, wurde in Klettwitz geboren.
- Fritz Stavenhagen (* 1945), Schauspieler, wurde in Klettwitz geboren.
- Michael Baumgartl (1950–2017), Komponist und Musikkritiker, wurde in Klettwitz geboren.
- Ilona Nicklisch (* 1958), Politikerin (BVB/Freie Wähler), wurde in Klettwitz geboren.